# امبگودین
امبگودین (به لاتین: Ambegudin) یک منطقهٔ مسکونی در نپال است که در Mechi Zone واقع شده‌است.

## خصوصیات
امبگودین ۲٬۶۰۱ نفر جمعیت دارد.